# ТЕС Кутталам
11°2′3″ пн. ш. 79°35′7″ сх. д. / 11.03417° пн. ш. 79.58528° сх. д.
ТЕС Кутталам – теплова електростанція на півдні Індії у штаті Тамілнад.
В 2003 – 2004 роках на майданчику станції став до ладу блок комбінованого парогазового циклу потужністю 101 МВт. Встановлена у ньому газова турбіна потужністю 64,2 МВт живить через котел-утилізатор одну парову турбіну з показником 37,4 МВт.
Станція використовує природний газ, який надходить із Газотранспортної системи басейну Кавері.
Видача продукції відбувається по ЛЕП, розрахованій на роботу під напругою 110 кВ.